# 拉蒙·德卡兰萨球场
拉蒙·德卡兰萨球场（西班牙語：Estadio Ramón de Carranza）是一座位于西班牙安达卢西亚自治区加的斯的足球场，是西乙球队加的斯的主场。球场建于1955年，容量为25,033人。
球场分别在1984年和2003–2012年期间经行了两次重大的改造。